# 七里站 (日本)

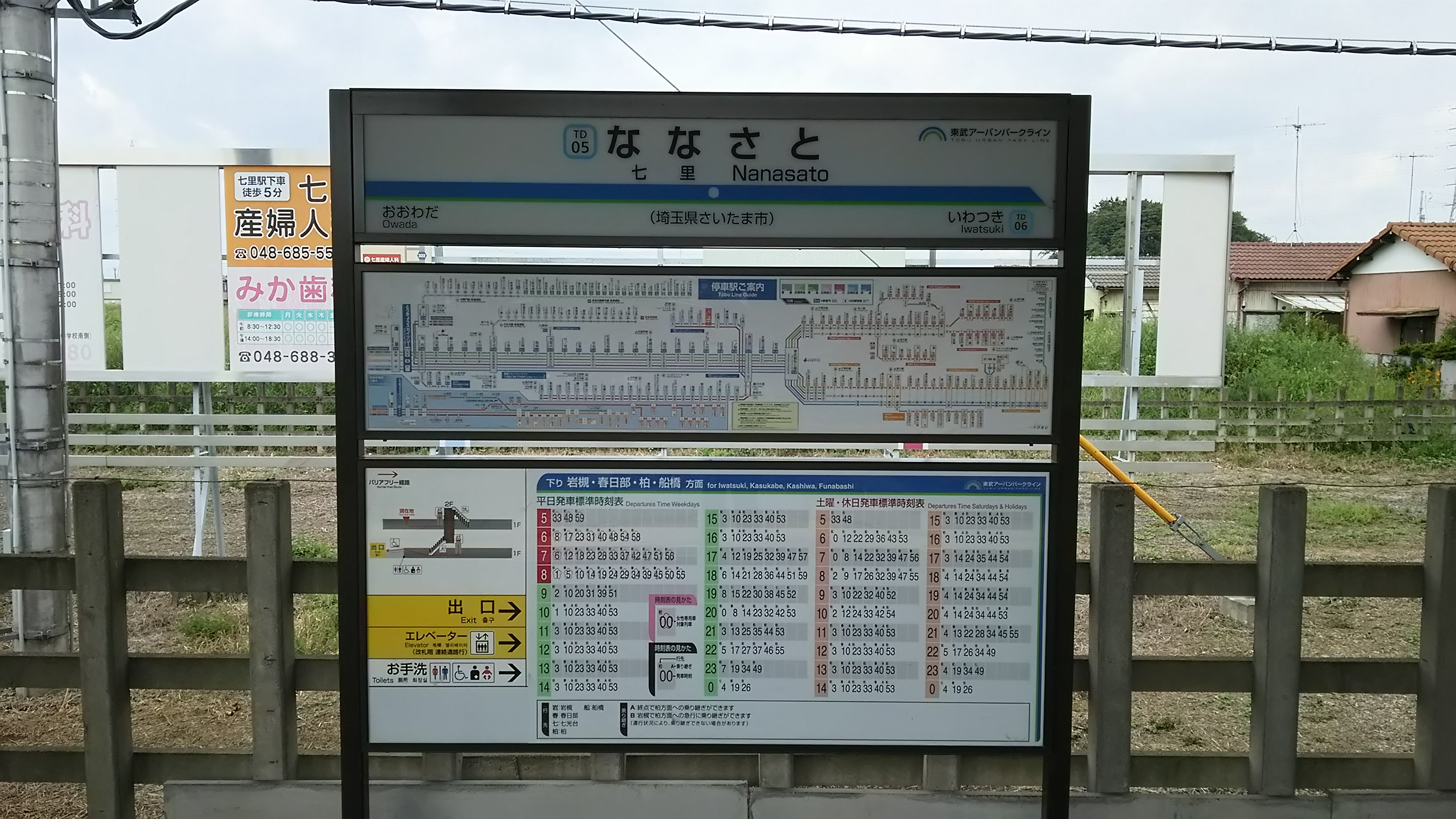
站名牌〈2號月台〉（2016年9月）

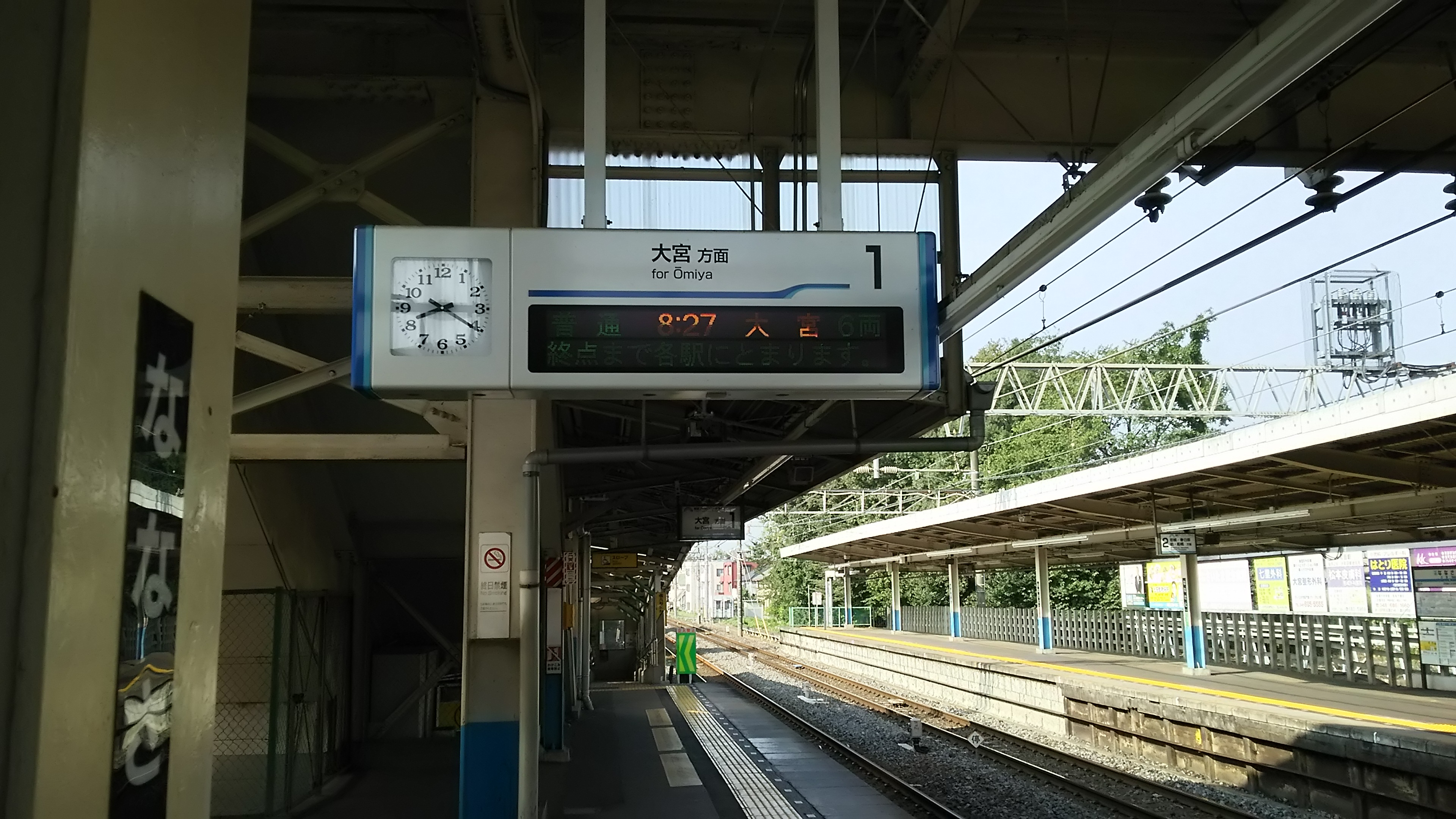
LED式開車導覽牌〈1號月台〉（2016年9月）

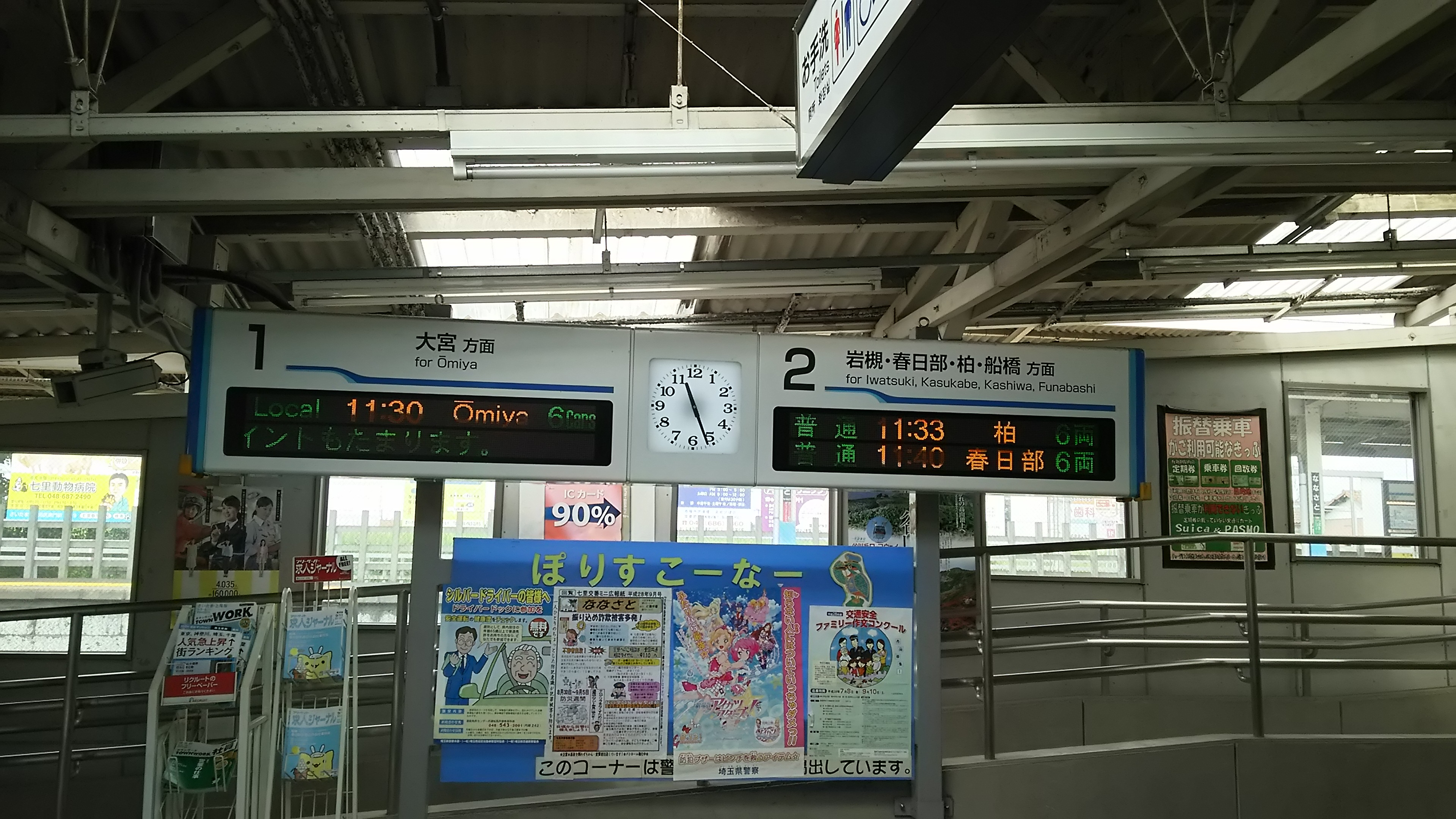
LED式開車導覽牌〈閘口〉（2016年9月）

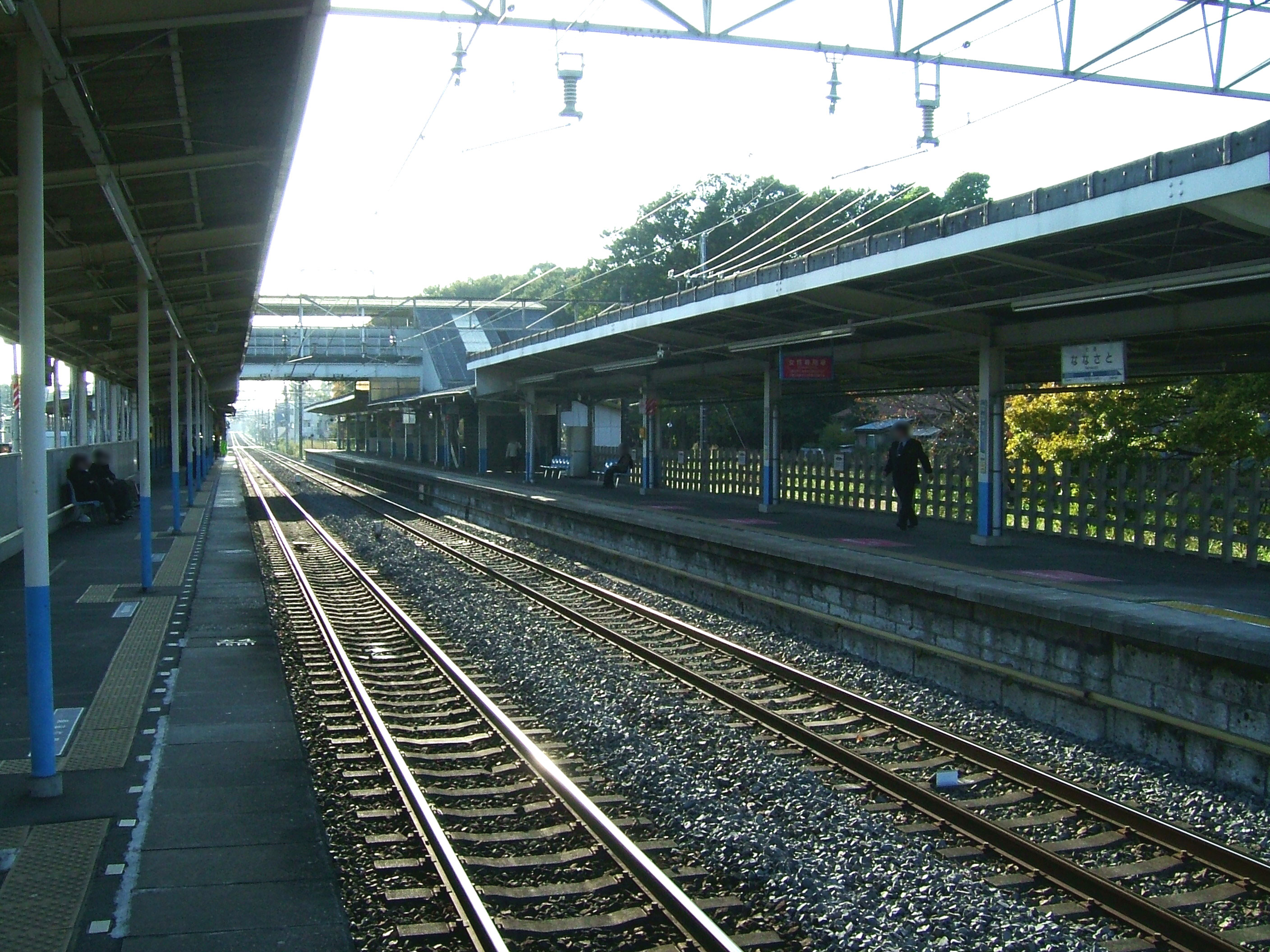
月台（2008年11月）

七里站（日语：／ Nanasato eki */?），位於日本埼玉縣埼玉市見沼區風渡野，是東武鐵道野田線（東武都市公園線）的鐵路車站。車站編號是TD 05。
業務委托東武車站服務。

## 車站結構
對向式月台2面2線的地面車站。站舍位於大宮方向月台側，與船橋方向月台以跨線橋聯絡。
此站的無障礙設施如扶手電梯和升降機等設備完備。

### 月台配置
| 月台 | 路線           | 方向 | 目的地                     |
| ---- | -------------- | ---- | -------------------------- |
| 1    | 東武都市公園線 | 上行 | 大宮方向                   |
| 2    | 東武都市公園線 | 下行 | 岩槻、春日部、柏、船橋方向 |

## 使用情況
2016年度一日平均上下車人次為20,646人。
近年一日平均上下、上車人次如下表。
| 年度               | 一日平均 上下車人次 | 一日平均 上車人次 |
| ------------------ | ------------------- | ----------------- |
| 1987年（昭和62年） |                     | 10,617            |
| 1988年（昭和63年） |                     | 10,995            |
| 1989年（平成元年） |                     | 11,167            |
| 1990年（平成02年） |                     | 11,598            |
| 1991年（平成03年） |                     | 11,907            |
| 1992年（平成04年） |                     | 11,937            |
| 1993年（平成05年） |                     | 11,919            |
| 1994年（平成06年） |                     | 11,880            |
| 1995年（平成07年） |                     | 12,043            |
| 1996年（平成08年） |                     | 12,009            |
| 1997年（平成09年） | 23,091              | 11,703            |
| 1998年（平成10年） | 22,215              | 11,260            |
| 1999年（平成11年） | 21,843              | 11,081            |
| 2000年（平成12年） | 21,892              | 11,096            |
| 2001年（平成13年） | 21,652              | 10,903            |
| 2002年（平成14年） | 21,027              | 10,592            |
| 2003年（平成15年） | 20,672              | 10,413            |
| 2004年（平成16年） | 20,287              | 10,203            |
| 2005年（平成17年） | 20,476              | 10,274            |
| 2006年（平成18年） | 20,471              | 10,280            |
| 2007年（平成19年） | 20,868              |                   |
| 2008年（平成20年） | 20,859              |                   |
| 2009年（平成21年） | 20,495              |                   |
| 2010年（平成22年） | 20,346              |                   |
| 2011年（平成23年） | 20,179              |                   |
| 2012年（平成24年） | 20,610              |                   |
| 2013年（平成25年） | 20,818              |                   |
| 2014年（平成26年） | 20,399              |                   |
| 2015年（平成27年） | 20,711              |                   |
| 2016年（平成28年） | 20,646              |                   |

## 相鄰車站
東武鐵道
 東武都市公園線
■急行
通過
■普通
大和田（TD 04）－七里（TD 05）－岩槻（TD 06）
自1931年（昭和6年）起至1950年（昭和25年）為止，七里－岩槻之間曾經存在「加倉站」。此段是野田線（都市公園線）當中站間距離比較長的一段，並有都市計劃希望設置新站復活大宮市時代的加倉站。

## 外部連結
- 七里（車站資訊） - 東武鐵道